# CS Otopeni
CS Otopeni – nieistniejący rumuński klub piłkarski, mający siedzibę w mieście Otopeni, leżącym w okręgu Ilfov.

## Historia
W 2001 roku został utworzony klub, który otrzymał nazwę CS Otopeni i debiutował w czwartej lidze. W następnym roku awansował do trzeciej ligi. W 2004 roku klub debiutował w drugiej lidze, a w 2008 awansował do pierwszej ligi, ale nie utrzymał się w niej. W 2003 trzecioligowy klub po pokonaniu Farul Konstanca pierwszy raz w historii dotarł do 1/8 finału Pucharu Rumunii, w którym przegrał 1:5 z FC Dinamo Bukareszt - przyszłym zdobywcą.
Największy sukces zespołu to 17. miejsce w pierwszej lidze w 2009. Jeden raz zespół zdobył wicemistrzostwo drugiej ligi.

## Reprezentanci kraju grający w klubie
- Gabriel Caramarin
- Cristian Dancia
- Florin Pîrvu
- Ionuț Rada
- Zanzan Atte-Oudeyi
- Daré Nibombé